# Sitting in Limbo
Pour plus de détails, voir Fiche technique et Distribution.
Sitting in Limbo est un docufiction canadien réalisé à l'Office national du film du Canada par John N. Smith, sorti en 1986,. Le film est le résultat d'entrevues et d'ateliers d'improvisation menés par le cinéaste avec un groupe de jeunes Afro-Canadiens de Montréal,,. Il remporte notamment le Prix du meilleur film canadien hors compétition à la 9ème édition du Festival des films du monde de Montréal,.

## Synopsis
Dans un style se rapprochant du documentaire, Sitting in Limbo suit le quotidien d'un jeune couple de montréalais, issu de la communauté jamaïquaine. Lorsque Pat (interprétée par Pat Dillon) tombe enceinte, son compagnon Fabian (campé par Fabian Gibbs) quitte l'école pour la soutenir du mieux qu'il le peut. Leur amour sera cependant mis à l'épreuve lorsque la précarité les rattrapera.

## Fiche technique
- Titre original : Sitting in Limbo
- Réalisation : John N. Smith
- Scénario : David Wilson, John N. Smith[9]
- Direction de la photographie : Barry Perles, Andreas Poulsson
- Production : David Wilson, John N. Smith
- Musique : Jimmy Cliff, Black Uhuru[2]
- Prise de son : Richard Nichol, Hans Oomes
- Montage images : David Wilson[5]
- Montage sonore : Michel B. Bordeleau
- Mixage : Jean-Pierre Joutel, Shelley Craig[8]
- Société de production : Office national du film du Canada
- Budget : 450 000 $
- Pays d'origine :  Canada ( Québec)
- Langue originale : anglais
- Format : couleur
- Genre : docufiction, drame
- Durée : 95 minutes
- Date de sortie :
  - Canada : 27 août 1986 (Festival des films du monde de Montréal)[10]

## Distribution
- Pat Dillon : Pat
- Fabian Gibbs : Fabian
- Sylvie Clarke : Sylvie
- Debbie Grant : Debbie
- Compton McLean : John
- Millicent Dillon : mère de Pat

## Production

### Développement
Le film a été produit par l'Office national du film du Canada, dans le cadre du programme Alternative Drama, dont l'objectif consistait à favoriser la réalisation de longs métrages abordant des questions sociales en s'inspirant des méthodes de tournage du documentaire. John N. Smith a d'abord réalisé des entrevues avec des jeunes de la communauté antillaise de Montréal pour ensuite mener avec eux des ateliers d'improvisation.

### Musique
La trame sonore du film est principalement composées de pièces reggae du chanteur jamaïcain Jimmy Cliff. C'est d'ailleurs l'une de ses chansons qui donne son titre au film.

## Distinctions

### Récompenses
- Festival des films du monde de Montréal 1986 : meilleur long métrage canadien en dehors de la compétition[7],[6],[8]
- Festival international du film de Toronto 1986 : mention honorable du jury[13]
- National Black Programming Consortium, Ohio, 1987 : Spécial Merit Award[8],[14]
- Festival international du film de Mannheim-Heidelberg, Allemagne, 1987 : Ducat d'or du jury international[8]

### Nominations et sélections
- Rendez-vous du cinéma québécois 1987 : prix Léo-Ernest Ouimet-Molson de l'Association québécoise des critiques de cinéma (AQCC)[15]
- 8e gala des prix Génie en 1987 : 
  - Meilleur réalisateur pour John N. Smith
  - Meilleur scénario original pour Richard Nichol
  - Meilleur son pour Hans Oomes, Richard Nichol, Shelley Craig et Jean-Pierre Joutel[15]